# Eckhardt Böhle
Eckhardt Böhle (* 1947 in Arolsen) ist ein deutscher Physiotherapeut.

## Leben
Böhle legte an der Christian-Rauch-Schule sein Abitur ab. 1971 schloss er die Ausbildung zum Krankengymnasten (Physiotherapeuten) an der Schule für Physiotherapie Friedrichsheim der Orthopädischen Universitätsklinik in Frankfurt a. M. ab. Seit 1982 behandelt er Patienten in eigener Praxis mit dem Schwerpunkt Orthopädie und Traumatologie.
Böhle war von 1983 bis 1986 stellvertretender Vorsitzender, dann von 1986 bis 2001 Vorsitzender des Deutschen Verbands für Physiotherapie (vormals Zentralverband der Krankengymnasten Deutschlands – ZVK). Von 2001 bis 2014 nahm er die Funktion des Generalsekretärs des Deutschen Verbands für Physiotherapie wahr.
Böhle ist seit 1991 verheiratet hat vier Kinder. Die Familie lebt in Köln.

## Berufliche Schwerpunkte
Zu den Schwerpunkten seiner berufspolitischen Arbeit zählten insbesondere die Hinwendung der deutschen Physiotherapie zu einer evidenzbasierten Praxis und die Abbildung und Verankerung physiotherapeutischer Leistungen in der Leitlinienentwicklung auf Basis des jeweiligen Standes der Forschung. Er war „Vater“ des Partnerschaftsmodells gemäß §§ 92 Abs. 6, 125 SGB V und hat maßgeblich an der Entwicklung der Heilmittel-Richtlinien und des Heilmittelkataloges mitgewirkt. Ferner gelang es Böhle, die deutsche Physiotherapie durch die schwierige Phase der Wiedervereinigung Deutschlands zu leiten und durch sein Engagement in den internationalen Organisationen, insbesondere der Weltkonföderation für Physiotherapie (WCPT) und ihrer Europäischen Region international zu vernetzen. 
Von 2005 bis 2012 war er Vorsitzender des Arbeitskreises der nichtverkammerten Berufe im Bundesverband der Freien Berufe. Von 1988 bis 2010 war er Vorstandsmitglied der Europäischen Region der Weltkonföderation für Physiotherapie (ER-WCPT). Von 1995 bis 2003 nahm er dort auch die Funktion des Vorsitzenden der internationalen Freiberuflerorganisation wahr. Von 1987 bis 2001 war Eckhardt Böhle Vorstandsmitglied der Weltkonföderation für Physiotherapie (WCPT). Eckhardt Böhle ist außerdem Mitbegründer der „ZVK-Stiftung – Stiftung zur Förderung von Forschung und Evaluation in der Physiotherapie“ und war von ihrer Entstehung an bis 2014 auch deren 1. Vorsitzender.

## Auszeichnungen
Eckhardt Böhle wurde für seine Arbeit und sein Engagement mit folgenden Ehrungen ausgezeichnet:
- 1993 Hohmann-Medaille der Deutschen Gesellschaft für Orthopädie und Orthopädische Chirurgie (DGOOC) für Verdienste um die Entwicklung der Orthopädie.
- 2008 Stein der Weisen des Deutschen Verbands für Physiotherapie für Verdienste um die Entwicklung der deutschen Physiotherapie.
- 2010 Ehrennadel der Europäischen Region der WCPT für Verdienste um den Aufbau der Europäischen Region der WCPT.
- 2010 Ehrenmitgliedschaft im Polnischen Physiotherapieverband für Verdienste in der bilateralen Zusammenarbeit.
- 2011 International Service Award der WCPT in Anerkennung der Leistungen im Aufbau und für die Entwicklung der Europäischen Region der WCPT sowie um die internationale Zusammenarbeit in der Physiotherapie.[2]
- 2014 Ehrenmitgliedschaft im Landesverband Nordrhein-Westfalen des Deutschen Verbands für Physiotherapie für Verdienste um die Physiotherapie auf nationaler und internationaler Ebene.

## Schriften (Auswahl)
- Eckhardt Böhle, Kirstin-Friederike Heise, Claudia Pott: Kluft zwischen therapeutischem Anspruch und der Versorgungsrealität. In: neuroreha. (v3 n03 2011/9) ISSN 1611-6496, S. 129–133.